# Tamara Stocks
Tamara Celeste Stocks, coniugata Lee (Akron, 29 gennaio 1979), è un'ex cestista statunitense, professionista nella WNBA.

## Carriera
È stata selezionata dalle Washington Mystics al secondo giro del Draft WNBA 2001 (25ª scelta assoluta).